# Recinto murado de Alcañices
El recinto murado de Alcañices es el área amurallada de la villa de Alcañices que ha sido declarado bien de interés cultural en la categoría de conjunto histórico.

## Ubicación
La villa de Alcañices, consierada también la capital de la comarca de Aliste, se encuentra situada en el noroeste de la provincia de Zamora y junto a la frontera con Portugal.
El conjunto histórico incluye básicamente el barrio Dentro la Villa y en él destacan las estructuras creadas para la defensa de la villa medieval y los edificios de uso civil, considerados auténticos ejemplos de la arquitectura popular alistana.

## Historia
Su historia está ligada en sus orígenes al cuidado y vigilancia de la línea fronteriza de su área de influencia. El núcleo poblacional de la villa fue fortificada posiblemente en el siglo XIII aunque las estructuras que hoy permanecen en pie, no pueden ser datadas antes de la segunda mitad del siglo XV. Todo el núcleo urbano fue protegido por un recinto amurallado jalonado por cubos de planta semicircular, de los que se conservan cuatro cubos conocidos popularmente como «del Reloj», «de la villa», «del trincherón» y «de la tiacañona», aunque en su día debió existir otro entre la iglesia y el palacio, conocido como cubo «del palacio», que debió estar junto a una doble puerta de acceso a la villa. También se conservan algunos paños de «muralla» y el «palacio de los Marqueses», este último pudo ser la ubicación del anterior castillo o alcázar.

## Descripción
El área protegida tiene una planta urbana de forma ovalada, surcado por los viales entre los que destacan los que conducían a las desaparecidas puertas de acceso. Los muros existentes son de mampostería de piedra del lugar y mortero de cal, en cuanto que la sillería se reservo para los vanos y la mitad inferior de los cubos «del reloj» y «de la villa». No se conserva nada del coronamiento defensivo, almenas y merlones.
En el recinto incluye edificios de interés singular como el palacio de los Marqueses de Alcañices o la iglesia parroquial de Nuestra Señora de la Asunción, junto a interesantes ejemplos de la arquitectura popular alistana.